# 제6천년기
제6천년기(第六千年期, 6th millennium)은 그레고리력으로 5001년 1월 1일부터 6000년 12월 31일까지를 뜻한다. 이는 서기로 여섯 번째 시기의 천년이라는 뜻이다.

## 세기 및 연도
- 51세기
- 52세기
- 53세기
- 54세기
- 55세기
- 56세기
- 57세기
- 58세기
- 59세기
- 60세기

## 천문 현상
- 5001년 9월 11일: 수성이 레굴루스를 엄폐할 예정이다.
- 5200년: 서기 3000년부터 천구의 북극 쪽으로 이동해오던 세페우스자리 감마별이 북극성이 될 예정이다.
- 5366년 8월 27일: 금성이 알데바란을 엄폐할 예정이다. 이는 기원전 18980년 7월 15일 이후 처음 일어나는 행성에 의한 알데바란의 엄폐이다.
- 5898년 8월 30일: 금성이 레굴루스를 엄폐할 예정이다.
- 5974년 9월 25일: 수성이 레굴루스를 엄폐할 예정이다.

## 과학
- 5200년: 인류는 제 Ⅱ 유형의 문명화를 이룩할 것이다. 이는 물리학자인 프리먼 다이슨의 카르다세프 척도에 의한 것이며, 해당 1% 에너지 사용 성장의 카르다세프의 보외법에 의한 것이다.

## 음악
- 6000년: 테이 존데이는 〈6000년〉이라는 노래에서 6000년에 관하여 노래하였다. 그는 이 노래에서 “우리의 모든 꿈이 현실이 되는 완벽한 세상”을 이야기했다.